# Чакабуко (округ)
Округ Чакабуко (ісп. Chacabuco) — адміністративно-територіальна одиниця 2-ого рівня у провінції Буенос-Айрес в центральній Аргентині. Адміністративний центр округу — Чакабуко (ісп. Chacabuco).
Населення округу становить 48703 особи (2010). Площа — 2278 кв. км.

## Історія
Округ заснований у 1865 році.

## Населення
У 2010 році населення становило 48703 особи. З них чоловіків — 23690, жінок — 25013.

## Політика
Округ належить до 4-ого виборчого сектору провінції Буенос-Айрес.